# Yorbe Vertessen
Yorbe Vertessen (Tienen, 8 de enero de 2001) es un futbolista belga que juega de delantero en el Red Bull Salzburgo de la Bundesliga.

## Trayectoria
El 2 de mayo de 2021 marcó su primer gol con el PSV Eindhoven en el empate 2-2 contra el S. C. Heerenveen en un partido de la Eredivisie. El 7 de agosto de 2021 marcó en la victoria por 4-0 de la Supercopa de los Países Bajos contra su rival, el Ajax de Ámsterdam, contribuyendo a su vez a acabar con la racha de 17 partidos sin perder ante el Ajax.

## Estadísticas

### Clubes
Actualizado al último partido disputado el 8 de noviembre de 2024.
| Club                                  | Div.          | Temporada     | Liga  | Liga  | Liga   | Copas nacionales | Copas nacionales | Copas nacionales | Copas internacionales | Copas internacionales | Copas internacionales | Total | Total | Total  |
| Club                                  | Div.          | Temporada     | Part. | Goles | Asist. | Part.            | Goles            | Asist.           | Part.                 | Goles                 | Asist.                | Part. | Goles | Asist. |
| ------------------------------------- | ------------- | ------------- | ----- | ----- | ------ | ---------------- | ---------------- | ---------------- | --------------------- | --------------------- | --------------------- | ----- | ----- | ------ |
| Jong PSV · Países Bajos               | 2.ª           | 2019-20       | 9     | 4     | 2      | ―                | ―                | ―                | ―                     | ―                     | ―                     | 9     | 4     | 2      |
| Jong PSV · Países Bajos               | 2.ª           | 2020-21       | 5     | 1     | 0      | ―                | ―                | ―                | ―                     | ―                     | ―                     | 5     | 1     | 0      |
| Jong PSV · Países Bajos               | Total club    | Total club    | 14    | 5     | 2      | 0                | 0                | 0                | 0                     | 0                     | 0                     | 14    | 5     | 2      |
| PSV Eindhoven · Países Bajos          | 1.ª           | 2020-21       | 15    | 2     | 3      | 1                | 0                | 0                | 2                     | 0                     | 0                     | 18    | 2     | 3      |
| PSV Eindhoven · Países Bajos          | 1.ª           | 2021-22       | 24    | 6     | 3      | 5                | 1                | 2                | 14                    | 2                     | 0                     | 43    | 9     | 5      |
| PSV Eindhoven · Países Bajos          | 1.ª           | 2022-23       | 8     | 0     | 0      | 1                | 0                | 0                | 3                     | 2                     | 0                     | 12    | 2     | 0      |
| Royale Union Saint-Gilloise · Bélgica | 1.ª           | 2022-23       | 15    | 3     | 2      | 2                | 0                | 0                | 3                     | 1                     | 1                     | 20    | 4     | 3      |
| Royale Union Saint-Gilloise · Bélgica | Total club    | Total club    | 15    | 3     | 2      | 2                | 0                | 0                | 3                     | 1                     | 1                     | 20    | 4     | 3      |
| PSV Eindhoven · Países Bajos          | 1.ª           | 2023-24       | 17    | 3     | 1      | 3                | 1                | 0                | 9                     | 1                     | 1                     | 29    | 5     | 2      |
| PSV Eindhoven · Países Bajos          | Total club    | Total club    | 64    | 11    | 7      | 10               | 2                | 2                | 28                    | 5                     | 1                     | 102   | 18    | 10     |
| F. C. Union Berlin · Alemania         | 1.ª           | 2023-24       | 13    | 3     | 2      | —                | —                | —                | —                     | —                     | —                     | 13    | 3     | 2      |
| F. C. Union Berlin · Alemania         | 1.ª           | 2024-25       | 10    | 1     | 0      | 2                | 1                | 0                | —                     | —                     | —                     | 12    | 2     | 0      |
| F. C. Union Berlin · Alemania         | Total club    | Total club    | 23    | 4     | 2      | 2                | 1                | 0                | 0                     | 0                     | 0                     | 25    | 4     | 2      |
| Total carrera                         | Total carrera | Total carrera | 116   | 23    | 13     | 14               | 3                | 2                | 31                    | 6                     | 2                     | 161   | 32    | 17     |

## Palmarés

### Títulos nacionales
| Título                        | Club          | País         | Año  |
| ----------------------------- | ------------- | ------------ | ---- |
| Supercopa de los Países Bajos | PSV Eindhoven | Países Bajos | 2021 |
| Copa de los Países Bajos      | PSV Eindhoven | Países Bajos | 2022 |
| Supercopa de los Países Bajos | PSV Eindhoven | Países Bajos | 2022 |
| Supercopa de los Países Bajos | PSV Eindhoven | Países Bajos | 2023 |